# Condado de Passaic
O Condado de Passaic (em inglês:  Passaic County) é um dos 21 condados do estado americano de Nova Jérsei. A sede e maior cidade do condado é Paterson. Foi fundado em 7 de fevereiro de 1837.
O condado possui uma área de 510 km², dos quais 32 km² estão cobertos por água, uma população de 501 226 habitantes, e uma densidade populacional de 1 048,40 hab/km² (segundo o censo nacional de 2010).